# گرین ریور (وایومینگ)
گرین ریور(به انگلیسی: Green River) شهری در ایالت وایومینگ کشور ایالات متحده آمریکا است که جمعیت آن در سرشماری سال ۲۰۱۰ میلادی، ۱۲٬۵۱۵ نفر بوده‌است.